# Zasadzka (film)
Zasadzka (tytuł oryginalny: Prita) – albański film fabularny z roku 1968 w reżyserii Mithata Fagu.

## Opis fabuły
Akcja filmu rozgrywa się w czasie niemieckiej okupacji Albanii. Niewielki oddział partyzancki otrzymuje zadanie zatrzymania konwoju wiozącego żołnierzy niemieckich. Uzbrojony w karabin maszynowy Sulo ma zatrzymać konwój. W trakcie walki giną kolejni partyzanci, w tym młoda Shaniko. Chcąc pomścić jej śmierć Sulo sam niszczy niemiecki samochód pancerny.
Zdjęcia do filmu realizowano w Qafe-Krabe.

## Obsada
- Fitim Makashi jako Sulo
- Teuta Rino jako Shaniko
- Ndrek Luca jako dowódca
- Stavri Shkurti jako Ligor
- Kin Janku jako oficer niemiecki
- Sotiraq Çili jako oficer niemiecki
- Frederik Fistani jako komisarz
- Sulejman Dibra jako partyzant
- Enver Dauti jako partyzant
- Hasan Konçi jako ballista